# Chiesa dei Santi Stefano e Vito
La chiesa dei Santi Stefano e Vito è una chiesa del complesso abbaziale di Corvey, appartenente alla Chiesa cattolica in Germania e facente capo all'arcidiocesi di Paderborn. 
L'edificio, importante esempio di architettura carolingia, è consacrato ai santi Stefano e Vito; di quest'ultimo sono custodite delle reliquie. Nel 2014 l'UNESCO ha dichiarato il Westwerk (facciata della chiesa) carolingio e Civitas di Corvey patrimonio dell'umanità. Divenne Cattedrale nel 1792 della nuova diocesi di Corvey, soppressa nel 1821.

## Galleria d'immagini

Pianta della chiesa